# Як-152
Як-152 — російський поршневий навчально-тренувальний літак початкової підготовки і професійного відбору льотчиків на ранній стадії навчання. Входить до складу навчально-бойового комплексу Як-130 і включає в себе процедурний тренажер, навчальний комп'ютерний клас і засоби об'єктивного контролю.
Курсанти льотних училищ отримають можливість навчитися початковій техніці пілотування, основ навігації, фігур вищого пілотажу і груповим польотам. На літаку можна буде відпрацювати техніку пілотування за приладами (під шторкою), заходження на посадку з використанням аеродромних посадкових систем і дії в особливих випадках під час польоту. Підвищити ефективність навчання дозволить тренажерний комплекс з єдиним програмним забезпеченням.
Як-152 має повністю уніфіковане з Як-130 інформаційно-керуюче поле кабіни, а комплексне використання двох УТС — поршневого на початковому етапі навчання і реактивного навчально-бойового для удосконалення отриманих навичок, є оптимальним поєднанням у системі підготовки курсантів ВКС.

## Етапи розробки
Як-152 розроблений в ОКБ ім. Яковлєва — Інженерному центрі корпорації «Іркут» в рамках дослідно-конструкторських робіт «Розробка навчально-тренувального комплексу початкової льотної підготовки льотчиків на базі навчально-тренувального літака початкової підготовки Як-152» розпочатої в 2014 році. Згідно документації по ОКР, її планувалося закінчити протягом двох років. Передбачалися наступні етапи:
1. Розробка технічного проекту — термін до 30.04.2014
2. Розробка робочої конструкторської документації для виготовлення дослідного зразка — термін до 30.09.2014
3. Виготовлення дослідних зразків: двох льотних, по одному для статичних і ресурсних випробувань, а також процедурного тренажера, навчального комп'ютерного класу, засобів об'єктивного контролю — термін до 30.10.2015
4. Проведення попередніх випробувань (ПВ), доопрацювання за їх результатами та пред'явлення на ДВ (державні випробування) — термін до 30.10.2015
5. Проведення Державних випробувань — термін до 30.09.2016
6. Коригування РКД та доопрацювання за результатами Державних випробувань з присвоєнням РКД літери «О1» — термін до 25.11.2016.
Однак програма виконується з відставанням від намічених термінів майже на рік — перший прототип Як-152 був викочений на Іркутськом авіазаводі 27 серпня 2016 року. На стадії будівництва знаходяться ще три літаки, два з яких будуть проходити льотні випробування, третій призначений для статичних і четвертий — для наземних ресурсних випробувань.
Замовником літака є Міністерства оборони Росії, яке влітку 2016 року замовило 150 літаків Як-152. У 2015 році було заявлено, що Міноборони РФ планує закупити 150 літаків Як-152, а ДТСААФ Росії — 105 літаків до 2020. ДТСААФ Республіки Білорусь уклала рамковий договір на поставку Як-152 для своїх структур, кількість літаків не уточнюється.

## Конструкція

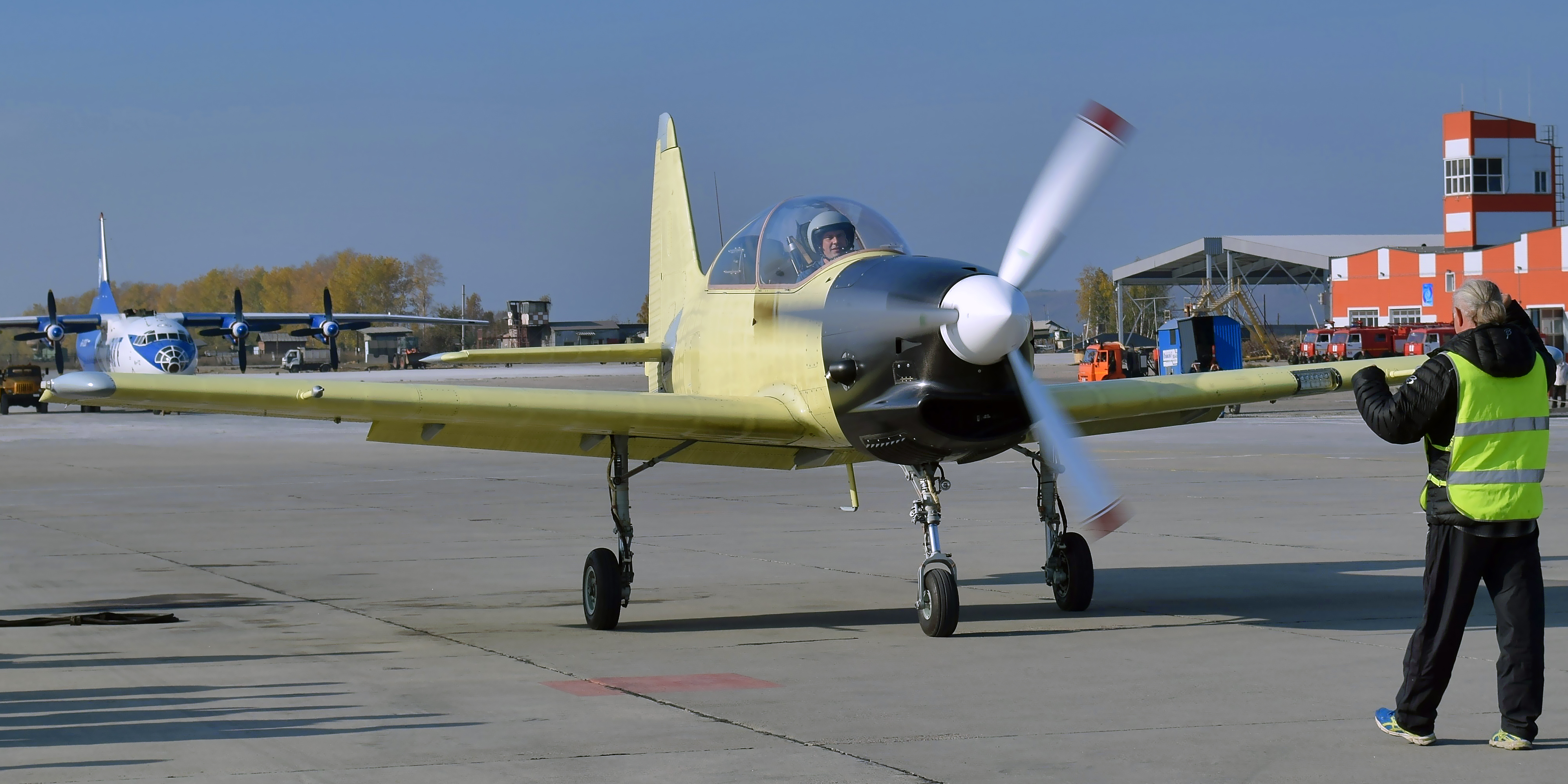
Підготовка до першого польоту літака Як-152

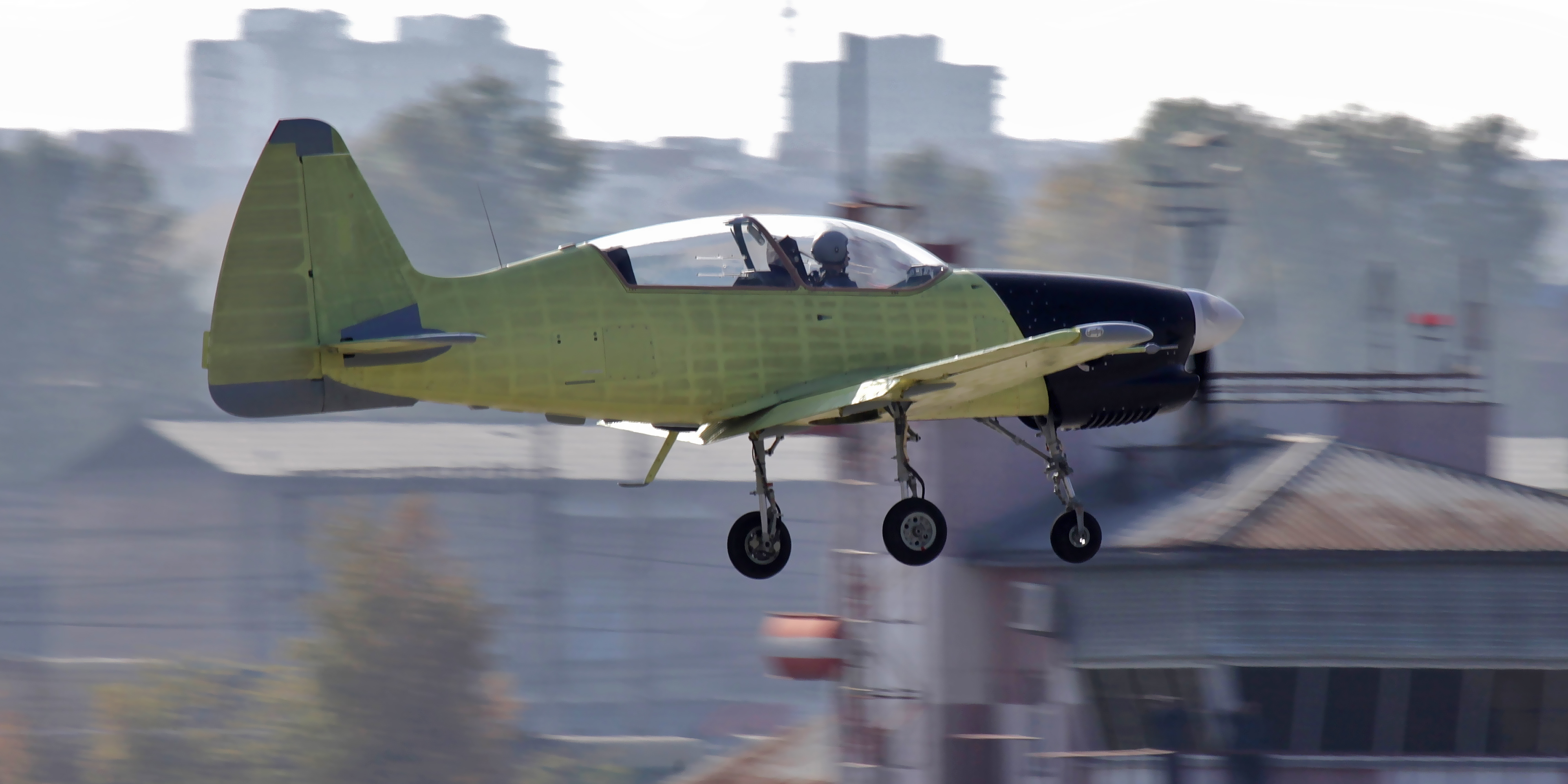
Перший політ літака Як-152

Літак представляє собою одномоторний двомісний моноплан з низько розташованим крилом і трьохопорним шасі з носовим колесом. Фюзеляж — суцільнометалевий напівмонокок, посилений чотирма лонжеронами. Для поліпшення злітно-посадочних характеристик нероз'ємне однолонжеронное крило забезпечено висувними закрилками. Крило кріпиться до фюзеляжу в чотирьох точках, розташованих на лонжероні і задній стінці. Календарний термін експлуатації - 30 років.
Конструкція шасі з колесами низького тиску і невелика довжина розбігу при зльоті та пробігом при посадці забезпечують надійну експлуатацію літака на ґрунтових аеродромах.
На літак встановлюється 12-циліндровий дизельний двигун RED A03T V12 злітною потужністю 500 к.с. з трилопатевим гвинтом змінюваного кроку MTV-9.
У двомісній кабіні пілоти розташовуються за схемою «тандем». Переднє місце призначене для курсанта, заднє — для інструктора. Літак може пілотуватися одним з членів екіпажу як з першої, так і другої кабіни. Керування літаком здійснюється центральною ручкою, вся польотна інформація виводиться на два рідкокристалічних індикатора. Для забезпечення безпечного покидання літака у разі аварійних ситуацій, в кабіні встановлена система катапультування СКС-94М.

## Льотні випробування
29 вересня 2016 року на аеродромі Іркутського авіаційного заводу відбувся перший політ дослідного зразка Як-152. Машину пілотував льотчик-випробувач ВАТ «ОКБ імені А. С. Яковлєва» Василь Севастьянов.
Льотні випробування літака планується завершити в березні 2017 року, після чого почнеться його серійне виробництво. Перший контракт з Іркутським заводом на поставку перших трьох літаків повинен бути підписаний у 2017 році.

## Льотно-технічні характеристики
| Основні ПХТ -                             | УТС Як-152                                                                   |
| ----------------------------------------- | ---------------------------------------------------------------------------- |

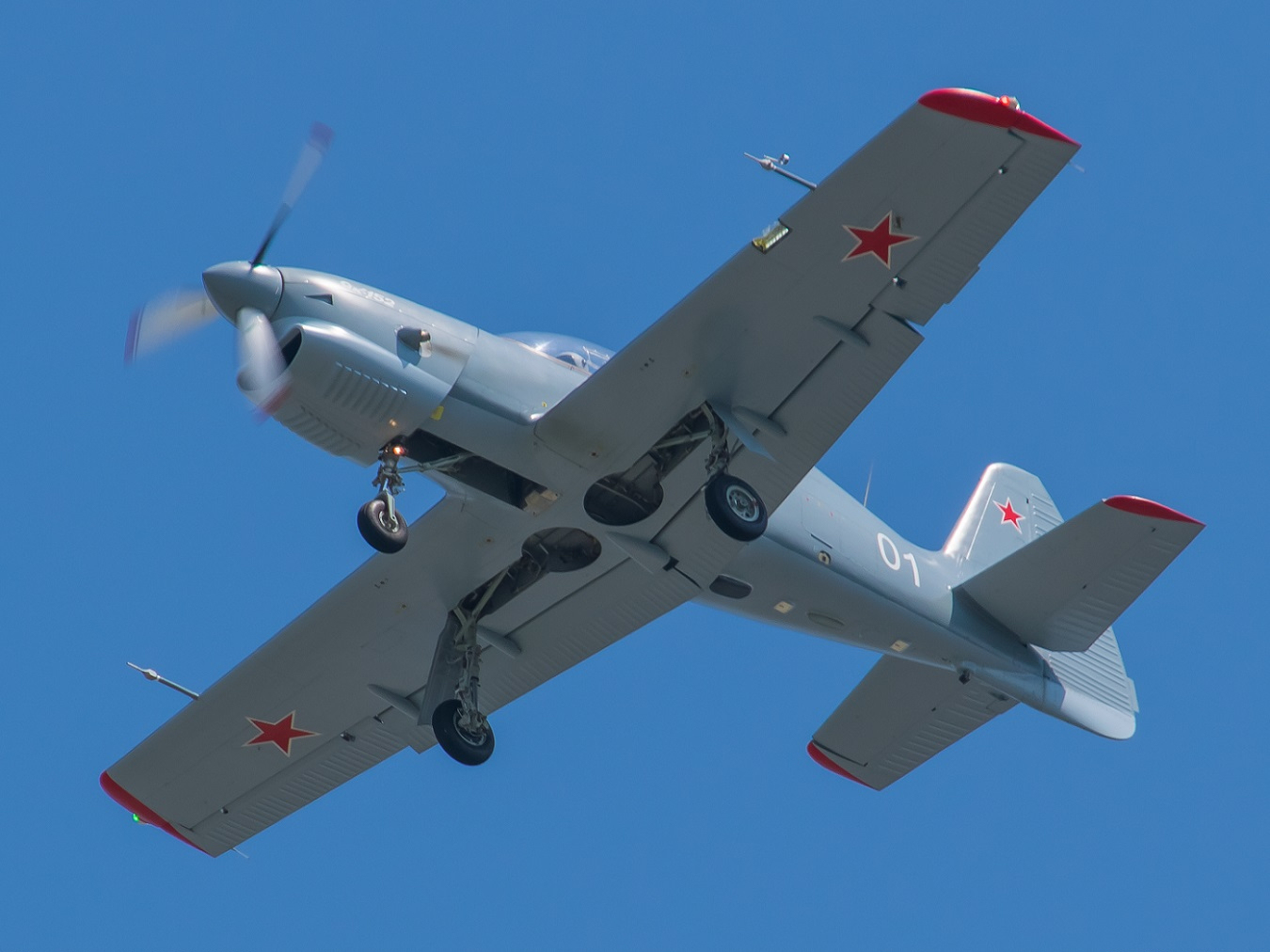
Як-152 в польоті, Іркутськ, 2017

| Тип двигуна, кількість х потужність, к.с. | За даними заводу: поршневий дизельний RED A03 1 х 500 За даними ОКБ: 1 х 360 |
| Розташування екіпажу                      | тандем                                                                       |
| Макс. злітна вага, кг                     | 1480                                                                         |
| Макс. запас палива, кг                    | 200                                                                          |
| Макс. навантаження, кг                    | 550                                                                          |
| Макс. швидкість, км/год                   | 500                                                                          |
| Крейсерська швидкість, км/год             | 380                                                                          |
| Посадочна швидкість, км/год               | 145                                                                          |
| Швидкопідйомність, м/с                    | 8                                                                            |
| Практична стеля, м                        | 4000                                                                         |
| Макс. дальність польоту, км               | 1500                                                                         |
| Макс. експлуатаційне перевантаження, од.  | +9/-7                                                                        |
| Довжина розбігу/пробігу, м                | 300/450                                                                      |
| Геометричні розміри                       |                                                                              |
| Довжина, мм                               | 7220                                                                         |
| Висота, мм                                | 2470                                                                         |
| Розмах крила, мм                          | 8820                                                                         |
| Діам. гвинта, мм                          | 2500                                                                         |